# Salvador Ferrandis
Pour les articles homonymes, voir Ferrandis.
Salvador Ferrandis i Luna, né à Valence et mort à Valence en 1954, est un avocat et journaliste valencien. Il est l’un des dirigeants de Joventut Valencianista entre 1908 et 1910, et collabore également à Pàtria Nova et La Correspondencia de Valencia.

## Biographie
Après avoir réussi les concours d'avocat, il s'installe à Madrid, où il collabore avec le régime dictatorial de Primo de Rivera. Il se lie avec le monde de la finance et se marie avec la marquise de Valverde, tandis que sur le plan politique il adhère à Acción Española et s'oppose au valencianisme politique. Lorsqu'éclate la guerre civile espagnole, il apporte son soutien au camp nationalistes. Il publie toutefois l'opuscule Valencia roja (Valence rouge en castillan), dans lequel il défend un régionalisme valencien très modéré, qui revendique comme franquistes des figures valenciennes de premier plan comme Vincent Ferrier et Joan Lluís Vives. Après la guerre, il est un membre important du Movimiento et est nommé délégué national au service du patrimoine historique dans la région de Valence.

## Œuvres
- Valencia roja (1938)
- La hora de la economía (1939)
- Urbanismo (1951)